# Маккалох (округ, Техас)
Шаблон:StateAbbr_ 31°12′ пн. ш. 99°21′ зх. д. / 31.2° пн. ш. 99.35° зх. д.
Округ Маккалох (англ. McCulloch County) — округ (графство) у штаті Техас, США. Ідентифікатор округу 48307.

## Історія
Округ утворений 1876 року.

## Демографія
За даними перепису 2000 року загальне населення округу становило 8205 осіб, зокрема міського населення було 5420, а сільського — 2785. Серед мешканців округу чоловіків було 3889, а жінок — 4316. В окрузі було 3277 домогосподарств, 2267 родин, які мешкали в 4184 будинках. Середній розмір родини становив 3,01.
Віковий розподіл населення поданий у таблиці:
| Стать    | До 15 років | 15-21 | 22-29 | 30-39 | 40-49 | 50-65 | 65-85 | Понад 85 |
| -------- | ----------- | ----- | ----- | ----- | ----- | ----- | ----- | -------- |
| Чоловіки | 894         | 379   | 270   | 466   | 558   | 685   | 577   | 60       |
| Жінки    | 903         | 346   | 319   | 481   | 556   | 746   | 788   | 177      |

## Суміжні округи
- Коулман — північ
- Браун — північний схід
- Сан-Саба — схід
- Мейсон — південь
- Менард — південний захід
- Кончо — захід

## Виноски
1. ↑  U.S. Decennial Census. United States Census Bureau. Архів оригіналу за 26 квітня 2015. Процитовано 4 травня 2015.
2. ↑  Texas Almanac: Population History of Counties from 1850–2010 (PDF). Texas Almanac. Архів оригіналу (PDF) за 26 лютого 2015. Процитовано 4 травня 2015.
3. ↑  State & County QuickFacts. United States Census Bureau. Архів оригіналу за 18 жовтня 2011. Процитовано 21 грудня 2013.(англ.) Наведено за англійською вікіпедією.
4. ↑  American FactFinder. Бюро перепису населення США. Архів оригіналу за 26 лютого 2012. Процитовано 31 січня 2008.

| США | Це незавершена стаття з географії США. Ви можете допомогти проєкту, виправивши або дописавши її. |